# 天主教宁波教区
天主教宁波教区是天主教会在中国浙江省东部设置的一个教区，辖境为宁波市、绍兴市和舟山市。目前划分为宁波、慈溪、绍兴、舟山四个总铎区。

## 历史
明嘉靖二十七年（1548年），宁波府双屿港已建立了两座天主教堂，浙江巡抚派遣都指挥卢理率兵捣毁了岛上的葡萄牙人居留地，圣母无原罪大堂同时被毁，并残杀了岛上1200名无辜的天主教徒（其中800人为葡萄牙籍）:63。
万历十四年（1586年）一月二十日:1830，意大利耶稣会会士罗明坚（Michel Rugieri）、麦安东（Antoine d' Almeyda）至绍兴传教:2948:1830，同年四月六日:1830，有一人受洗:2948:1830。
天启四年（1624年），鄞县人王芳济在北京受洗后返乡。崇祯元年（1628年），王芳济邀请在杭州的葡萄牙传教士费乐德（Rodrignez Figneredo）到鄞县开教:1869。当年三月，费乐德抵达鄞县，在鄞县乡间传教:68:1869，傅洗教徒80人:1869。崇祯十一年（1638年）冬:1869，举人朱宗元教友从杭州邀请意大利传教士利类思（Leuis Buglis）赴鄞县县城传教:68:1869，傅洗教徒15人:1869。崇祯十二年（1639年）冬，阳玛诺在鄞县傅洗教徒数人。崇祯十三年（1640年），意大利传教士孟士表（Tean Monterro）到鄞县传教，至清顺治二年（1645年）年其离开时，其已在鄞县傅洗教徒五、六百人。崇祯十六年（1643年），葡萄牙传教士毕方济至鄞县传教:1869。
清顺治二年（1645年），意大利传教士卫匡国至绍兴传教:2948:1830，因“所欲难遂”:2948，旋即离去:1830。顺治五年（1648年），卫匡国（Martino Martini）到鄞县县城传教，并设立小圣堂，不久毁于清兵。康熙四十一年（1702年），法国耶稣会会士龚当信神父（Cyrile Constantin）至绍兴传教，并购房设立教堂:2948:1830。同年，法国耶稣会会士郭中传和利圣学到鄞县，在县城药行街购地建宅和小圣堂，至康熙六十年（172年）离开鄞县:1869。雍正元年（1723年），清廷下令禁止天主教传播:65。雍正二年（1724年），药行街小圣堂改作民房:1869。
道光二十二年（1842年），法国传教士顾芳济（Frangoia Xauier Daincourt）到鄞县:78重兴天主教:1869。
1846年，浙江代牧区成立，由法国遣使会管理。主教常驻定海（舟山）。1850年以后搬进宁波府城药行街宁波圣母升天堂。1876年再迁至江北岸宁波圣母七苦主教座堂。
1910年，浙江代牧区划分为浙东、浙西两个代牧区。浙东代牧区负责东部宁波、绍兴、台州、温州、处州5个府的教务，主教座堂设在宁波江北岸宁波圣母七苦主教座堂。
1924年，浙东代牧区改称宁波代牧区。
1926年，从宁波代牧区分为台州代牧区。1931年，又分出丽水监牧区。1949年，温州地区从宁波划出，成立温州教区。
1941年的教友统计：宁波为5123人，舟山3594人，余姚5862人，绍兴2056人，宁海、象山1356人，温州33243人，合计为52199人。
1946年，宁波代牧区升为正式的宁波教区。学校：宁波有益三中学，各堂普遍开设小学。
1966－1979年宗教活动停止。
1979年12月江北岸堂恢复宗教活动。

## 现状
1979年12月江北岸堂恢复宗教活动。
2001年，宁波教区有20000教友，13位神父，26位修女，82处已开放的教堂和祈祷所。其中一半教友分布在慈溪市。

## 堂区与教堂
- 宁波总铎区
  - 药行街堂区
    - 药行街宁波圣母升天主教座堂：始建于1702年，1723年因禁教被占用。1866年重建。1953年被占用。1995年－2000年，教友黄斌盛创办的房产公司配合天一广场的建设重建该堂，总造价为4000万元，外观仿罗马式、哥特式造型，内部有1000座位，钟楼高66米（目前中国最高），成为该广场的标志性建筑物。药行街本堂区还包括郊区集仕港、奉化大桥、畸山、松岙4个堂点，共有教友1200人。新落成的教堂规模宏伟,大厅脊高,钟楼高度均为国内现有教堂之最。现任本堂：张维伟神父。

  - 江北堂区
    - 宁波江北耶稣圣心堂：1872年建，新江桥北堍中马路，建筑面积4380平方米典型的哥特式教堂，1876年起为浙江代牧区的主教座堂。1963年被关闭。1980年12月24日复堂。2001年，教堂周边的房屋拆除后建设外滩公园。该堂被列为浙江省文物保护单位。2006年，该堂被列为全国重点文物保护单位。现任副本堂：孙丹神父。

  - 象山堂区
    - 石浦善导圣母堂

  - 奉化堂区
  - 宁海堂区

- - 胜山堂区
    - 胜东天主堂
    - 拔船塘天主堂  [8]

- 慈溪总铎区
  - 浒山堂区
  - 新浦堂区：下辖新浦天主堂、新浦腰塘天主堂、新浦五塘天主堂、新浦下洋埔天主堂。 [9]
  - 逍林堂区：下辖逍林天主堂、伍家板桥天主堂和王家埭天主堂。 [10]
  - 余姚堂区
    - 余姚圣若瑟堂：1911年建，建筑面积976平方米。

- 绍兴总铎区
  - 绍兴堂区
    - 绍兴圣若瑟堂：八字桥直街24号。建筑面积880平方米，可容纳教友700人。

- 舟山总铎区
  - 定海堂区
    - 定海圣弥额尔天主堂：现任副本堂：王圣年神父。

  - 沈家门堂区
    - 沈家门玫瑰圣母天主堂：教友2650人。现任本堂：岑立勋神父；现任副本堂张四林神父。

## 历任主教
- 石伯铎（Pierre Savaissiere）：法国人，1846年—1849年，常驻定海。在定海十字路办修道院。
- 顾方济（Franceis Xavier）：法国人，1850年—1855年，驻于宁波。是年，他购进了江北岸土地。这是中国第一座仁爱修女院。
- 田嘉璧（Souris Gabriel delaplace）：1854年－1870年
- 苏凤文（Edmand Francois）：1870年－1883年
- 赵保禄（Paul Marie Reynased）：1884年－1926年，法国遣使会士。1884年他上任时，代牧区只有6000教友，任期中增加50000人。
- 戴安德（André-Jean-François Defebvre）：1926年－
- 贺近民：1917年7月出生于绍兴，1944年晋铎为神父，1951年调往宁波江北天主教教堂，1981年宁波江北天主教堂复堂后回到宁波，1999年3月被选为教区长。2000年5月14日祝圣为天主教宁波教区正权主教。2004年5月4日20时9分因病医治无效在绍兴逝世，享年87岁。
- 胡贤德：2000年贺近民主教祝圣主教时，共同祝圣为助理主教，贺主教逝世时（2004年）自动升为正权主教。2017年9月25日凌晨2时35分，因病医治无效逝世，享年84岁。

## 修会
- 遣使会：1842年法国传教士顾芳济传入。1850年顾在宁波任浙江省代牧主教，后宁波历任主教由该会传教士担任。
- 仁爱会：法国女修会
- 拯灵会：教区中国籍女修会，1892年创办，1916年建新会舍于草马路。2001年有修女26人。

## 修院
- 保禄大修道院：1916年赵保禄主教建院舍于草马路。1948年，江西、浙江大修道院均并入嘉兴文生总修院。
- 味增爵小修道院

## 草马路教会建筑群
1910年起，陆续建成普济院、保禄大修院、拯灵会总院、味增爵小修院和育才学校。1949年以后部队占用。